# Перша франко-в'єтнамська війна
Перша франко-в'єтнамська війна також відома як Кампанія Кохінхіна — серія військових операцій між 1858 і 1862 роками, розпочата спільною морською експедицією від імені Французької імперії та Королівства Іспанія проти в'єтнамської держави періоду Нгуєн. Це був перший конфлікт французького завоювання В'єтнаму.
Спочатку обмежена каральна експедиція проти переслідувань і страт французьких (і меншою мірою іспанських) католицьких місіонерів у Даїнамі, однак амбітний французький імператор Наполеон III санкціонував розгортання все більших контингентів, які підкорили територію Даїнаму та закріпили Францію економічне та військове панування. Війна завершилася заснуванням французької колонії Кохінхіна та поклала початок майже сторіччю французького колоніального панування у В'єтнамі зокрема та Індокитаї загалом.

## Передумови

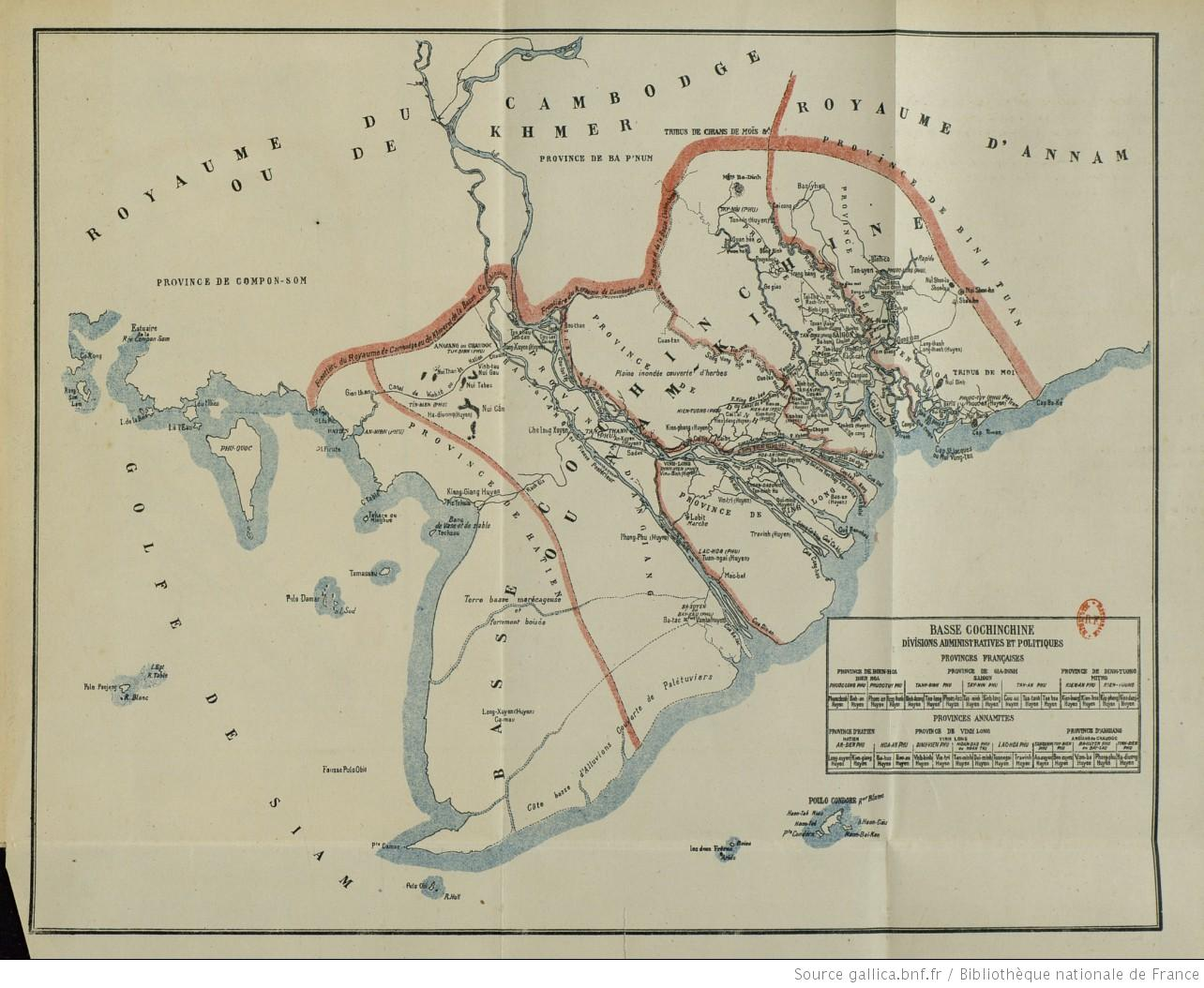
Карта Кохінхіни

У середині дев'ятнадцятого століття європейські держави швидко захопили та анексували значні частини світу до своїх колоніальних імперій. Франція була однією з таких націй і шукала можливості для розширення свого впливу в Азії, Африці та Латинській Америці. В'єтнам був неколонізованою та незалежною державою, яка стала головним центром французьких геополітичних та імперіалістичних прагнень в Азії. Певні представники французького істеблішменту стверджували, що в'єтнамський імператор Гія Лонг завдячував Франції більшою доброзичливістю за допомогу, яку Французьке королівство надало йому в його боротьбі проти опонентів Тай Сон . Однак Гія Лонг не відчував ні зв'язку ні з Францією, ні з імперією Цін, яка також надала допомогу. Гія Лонг стверджував, що французький уряд не дотримався Версальського договору та не допоміг йому в громадянській війні, оскільки ті, хто допомагав йому, були волонтерами та авантюристами, а не чиновниками. Тим не менш, він і його наступник Мін Ман бажали продовжити дуже плідну угоду про співпрацю, яку просував і представив П'єр Піньо де Бехайн, оскільки вона надавала французьку військову та технічну допомогу та дозволяла закупівлю військового обладнання, гармат і рушниць. 
Удосконалені методи та технології фортифікації вже були прийняті та впроваджені, оскільки навчені в'єтнамські планувальники успішно відтворили складну фортецю Вобан в Сайгоні 18 століття, побудовану французькими інженерами.
Французькі місіонери активно діяли у В'єтнамі з 17 століття. Хоча кінцева мета католицького в'єтнамського імператора ще не була досягнута, за словами єпископа Пеллеріна, до середини 19 століття в Аннамі та Тонкіні існувала громада з 600 000 новонавернених католиків. Проте більшість єпископів і священиків були або французами, або іспанцями, і багато в'єтнамців не любили і підозрювали цю численну християнську громаду та її іноземних лідерів. Французькі священнослужителі все більше відчували відповідальність за громадську безпеку, оскільки напруга поступово зростала. Протягом 1840-х років переслідування або утиски католицьких місіонерів у В'єтнамі з боку в'єтнамських імператорів Мінь Манга і Тієу Чо викликали лише спорадичну та неофіційну реакцію Франції, а рішучі кроки до військових вторгнень і остаточного встановлення французької колоніальної імперії в Індокитаї не було зроблено до 1858 року.

## Туран і Сайгон

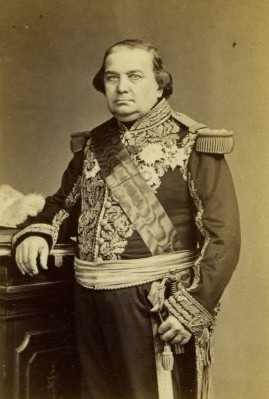
Адмірал Шарль Ріго де Женуї (1807—1873)

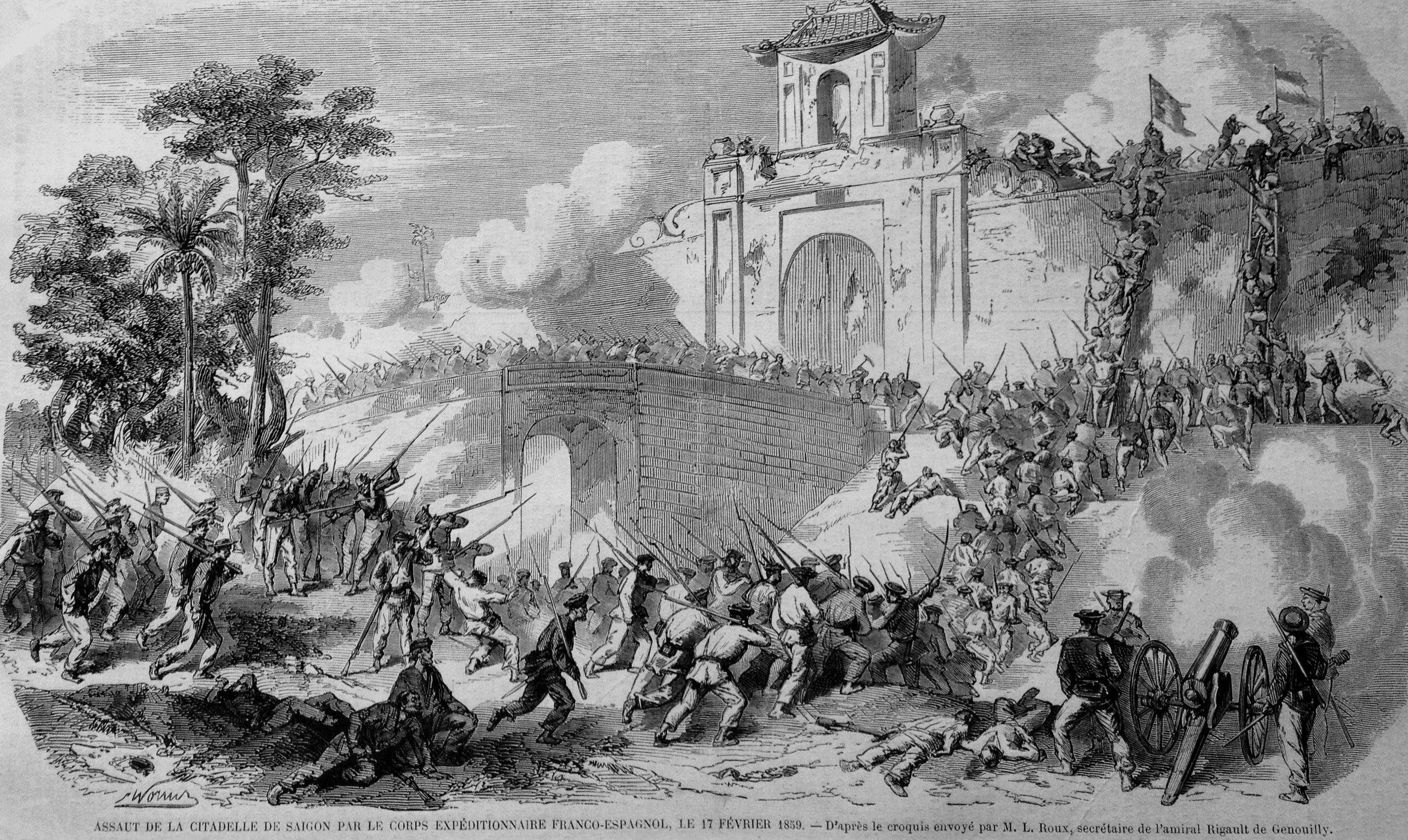
Взяття Францією Сайгону 17 лютого 1859 р

### Події в Турані
Франко-іспанські війська очікували легкої перемоги, але кампанія пішла не так, як планувалося. В'єтнамська християнська громада не виступила на підтримку Франції, як впевнено передбачав єпископ Пеллерен, і добре організований в'єтнамський військовий опір був більш грізним, ніж очікувалося. Французи та іспанці, які захопили місто морським штурмом, виявилися не в змозі просунутися далі вглиб країни і були стиснуті довгою облогою в'єтнамської армії під командуванням Нгуєна Трі Пхонга. Підкріплення союзників лише компенсувало втрати, залишивши невеликі сили, які іноді атакували частини в'єтнамських позицій, але не змогли прорвати облогу. Облога Турану тривала майже три роки, і, незважаючи на відносно невеликі бойові дії, втрати серед франко-іспанських військ були великими, оскільки хвороби завдали значних збитків.

### Напад на Сайгон
Експедиція була схвалена, і на початку лютого Ріго де Женуї відплив на південь до Сайгону, залишивши командування Тураном капітану де Вейсо (капітану корабля) Тойону з невеликим французьким гарнізоном і двома канонерськими човнами. 17 лютого 1859 року, зламавши оборону на річці та знищивши низку фортів і частоколів уздовж річки Сайгон, французи та іспанці захопили Сайгон. Французька морська піхота штурмувала величезну цитадель Сайгону, а філіппінські війська під іспанським командуванням відбили в'єтнамську контратаку. Союзникам не вистачало живої сили, щоб утримати цитадель, і 8 березня 1859 року вони зруйнували її та підпалили рисові комори. У квітні Ріго де Женуї повернувся до Турану з основною частиною своїх сил, щоб посилити гарнізон Тьойона, який перебував у важкій ситуації, залишивши капітана де Фрегата Бернара Жорегіберрі з франко-іспанським гарнізоном чисельністю близько 1000 чоловік у Сайгоні.
В'єтнамці, знаючи про відволікання Франції в Італії, відмовилися від цих поміркованих умов і перервали переговори в надії, що союзники скоротять свої втрати та повністю відмовляться від кампанії. 18 листопада 1859 року Пейдж бомбардував і захопив форти Кіен Чан у Турані, але ця тактична перемога союзників не змінила позицію в'єтнамських учасників переговорів. Війна тривала до 1860 року.

### Облога
Протягом другої половини 1859 року та протягом 1860 року французам не вдалося здійснити вирішальний прорив або досягти будь-яких територіальних здобутків у Турані та Сайгоні. Незважаючи на те, що Австро-Сардинська війна закінчилася на початку 1860 року, французи знову були у стані війни з Китаєм, і Пейджу довелося відволікти більшу частину своїх сил для підтримки китайської експедиції адмірала Леонарда Чарнера. У квітні 1860 року Пейдж покинув Кохінхіну, щоб приєднатися до Чарнера в Кантоні. Тим часом у березні 1860 року 4-тисячна в'єтнамська армія почала облогу Сайгона. Оборона Сайгону була доручена капітану де vaisseau Jules d'Ariès. Франко-іспанський гарнізон із 1000 чоловік у Сайгоні мав протистояти облозі переважаючих за чисельністю з березня 1860 року по лютий 1861 року. Розуміючи, що вони можуть утримати лише Сайгон або Туран, французи евакуювали гарнізон Турану в березні 1860 року, що призвело до невдалого завершення кампанії в Турані.

## Кі Хоа і Мо Тхо
На початку 1861 року війна з Китаєм закінчилася, оскільки адмірали Чарнер і Пейдж тепер могли повернутися в Кохінхіну і відновити кампанію навколо Сайгону. Військово-морський контингент із 70 кораблів під командуванням Чарнера (який тепер керував усіма сухопутними й морськими силами) і 3500 солдатів під командуванням генерала де Вассуанья були перекинуті з Північного Китаю до Сайгону. Ескадра Чарнера була найпотужнішою французькою військово-морською силою у в'єтнамських водах до створення французької Далекосхідної ескадри напередодні французько-китайської війни (серпень 1884 — квітень 1885). Він включав парові фрегати Impératrice Eugénie і Renommée (відповідні флагмани Чарнера і Пейджа), корвети Primauguet, Laplace і Du Chayla, одинадцять відправних суден з гвинтовим приводом, п'ять першокласних канонерських човнів, сімнадцять транспортних засобів і госпітальний корабель. Ескадру супроводжували півдюжини озброєних лорхів, придбаних у Макао.

## Інцидент у Куї Ньоні

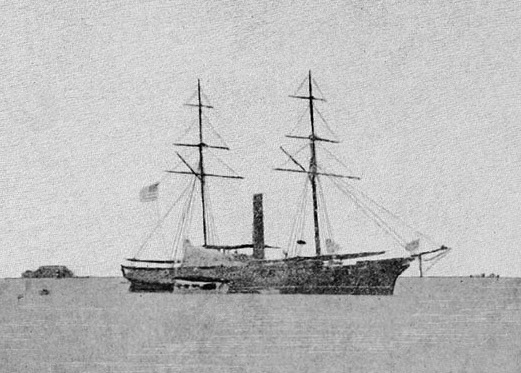
USS Saginaw на військово-морській верфі Mare Island

31 липня 1861 року в'єтнамський форт, що захищав місто Куін, був зруйнований військовий корабель ВМС США USS Saginaw. Під командуванням капітана Джеймса Ф. Шенка оперативна група була направлена в Кохінхіну на пошуки зниклих безвісти американських громадян і моряків торговельного судна «Міртл».

## Мир
Експедиція виявилася довшою та дорожчою, ніж вважалося спочатку, і з позиції сили французи мали намір повністю забезпечити виконання своїх умов військового та колоніального панування. Міністр Tự Đức Phan Thanh Giản підписав угоду з адміралом Бонаром та іспанським представником полковником Паланкою-і-Гутьєрресом 5 червня 1862 року. Сайгонський договір вимагав від В'єтнаму легалізувати вільне сповідування католицької віри на своїй території, поступитися Франції провінціями Б'єн Хоа, Гіа Дон і Донь Тонг і островами Пуло Кондоре, дозволити французам вільно торгувати та подорожувати. вздовж річки Меконг, щоб відкрити порти Tourane, Quảng Yên і Ba Lac (у гирлі Червоної річки) для торгівлі та виплатити компенсацію в один мільйон доларів Франції та Іспанії протягом десятирічного періоду. Французи передали всі придбані території під управління Морського міністерства, таким чином заснувавши колонію Кохінхіна зі столицею Сайгоном.

## Наслідки
У 1864 році три південні провінції, що перейшли до Франції, були офіційно утворені як французька колонія Кохінхіна. Протягом трьох років нова колонія Франції подвоїлася. У 1867 році адмірал П'єр де ла Грандьєр змусив в'єтнамський уряд поступитися Франції провінціями Чау-Док, Ха-Тьєн і Вінь-Лонг. В'єтнамський імператор Ти Дик спочатку відмовлявся визнати дійсність цієї поступки, але зрештою визнав французьке панування над шістьма провінціями Кохінхіни за Сайгонським договором 1874 року, укладеним Полем-Луї-Феліксом Філастром після військової інтервенції Френсіса Гарньє в Тонкіні. Іспанці, які грали молодшу роль у кампанії Кохінхіна, отримали частку контрибуції, але не здійснили територіальних придбань у В'єтнамі. Натомість французи заохочували їх шукати сферу впливу в Тонкіні. Однак з цієї пропозиції нічого не вийшло, і Тонкін зрештою також потрапив під контроль Франції, ставши французьким протекторатом у 1883 році. Можливо, найважливішим фактором у рішенні Tự Đức укласти мир була загроза його владі через серйозне повстання в Тонкіні під проводом католицького дворянина Ле Бао Фунга, який стверджував, що походить від старої династії Ле. Незважаючи на те, що французи та іспанці відхилили пропозицію Ле щодо союзу проти Tự Đức, повстанці в Тонкіні змогли завдати кількох поразок урядовим військам В'єтнаму. Закінчення війни з Францією та Іспанією дозволило Току здолати повстанців у Тонкіні та відновити там урядовий контроль. Зрештою Ле Бао Фунг був схоплений, підданий тортурам і страчений.